# Kanaris von Wernstedt
Kanaris Alexis von Wernstedt, född 24 december 1837 i Stora Åby socken, Östergötlands län, död 1924, var en svensk militär. 
Kanaris von Wernstedt blev underlöjtnant vid Andra livgrenadjärregementet 1858, löjtnant 1868, kapten 1879, major 1888, överstelöjtnant i armén 1895 och var major i regementets reserv 1895–1902. Han var styrelseledamot och verkställande direktör för Östergötlands enskilda banks avdelningskontor i Vadstena från 1879, ordförande i styrelsen för Vadstena sparbank från 1886 och i styrelsen för Fågelsta–Vadstena–Ödeshögs Järnvägs AB och ledamot i direktionen för Vadstena hospital och asyl.